# Pietro Grocco

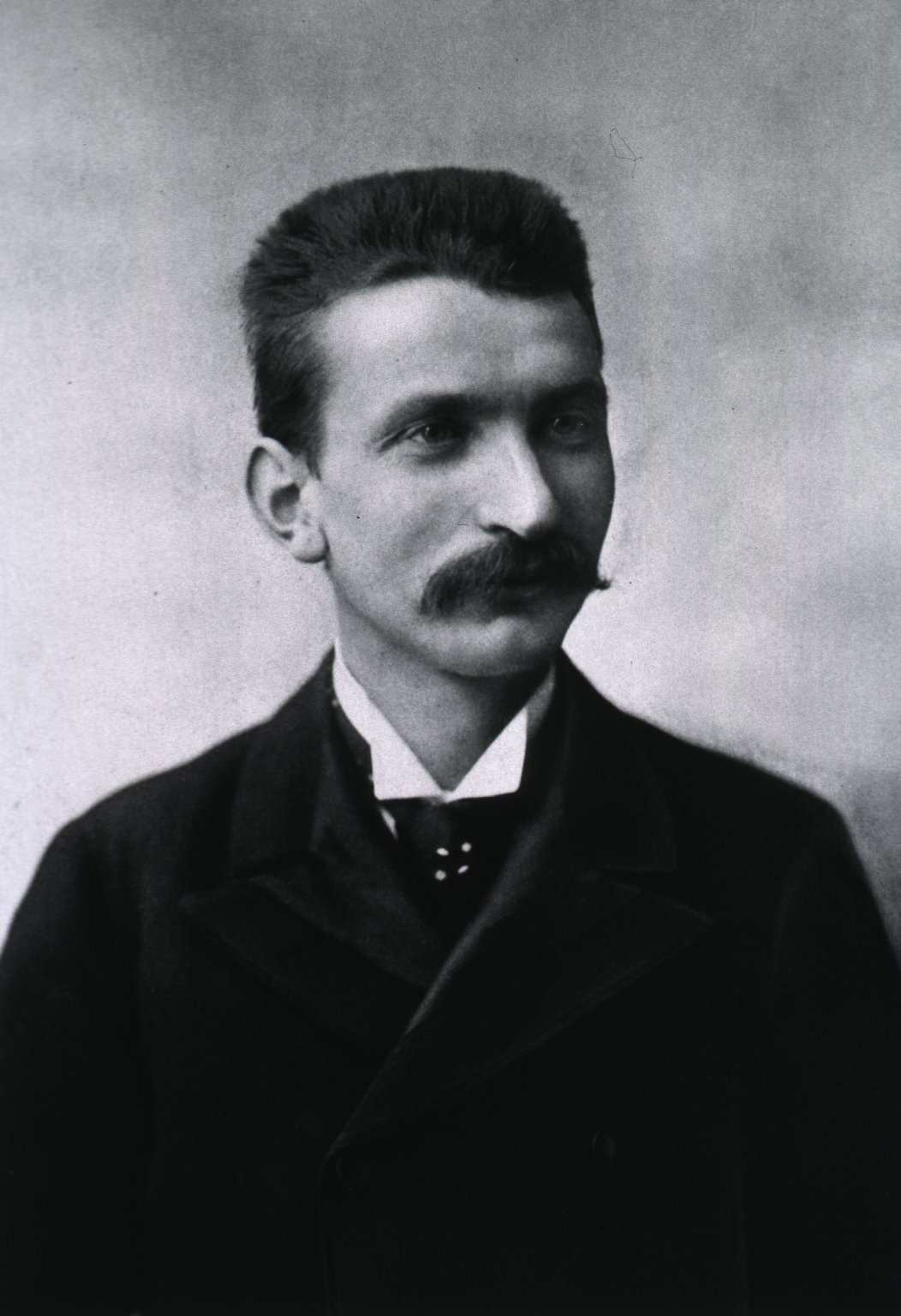
Pietro Grocco

Pietro Grocco (ur. 27 czerwca 1856 w Albonese, zm. 12 lutego 1916 w Courmayeur) – włoski lekarz. Na jego cześć nazwano m.in. objaw Grocco i trójkąt Grocco-Rauchfussa.

## Wybrane prace
- Studi composti di metalloscopia. Rechiedei, 1880
- Cenni sopra alcune sindromi meno communi e sulla cura della coleitiasi. Florence, 1901
- Lezioni di clinica medica. Milano, 1905